# Parco nazionale Skaftafell
Il Parco nazionale Skaftafell è situato tra il villaggio di Kirkjubæjarklaustur, tipicamente noto come Klaustur, e la località portuale di Höfn, nella parte meridionale dell'Islanda. Dal 7 giugno 2008 è entrato a far parte del grande Parco nazionale del Vatnajökull, il più grande parco naturale d'Islanda e dell'Europa.

## Descrizione
Fu istituito il 15 settembre 1967 ed in seguito ingrandito due volte. Prima della sua inclusione nel Parco nazionale del Vatnajökull, il parco di Skaftafell misurava circa 4 807 chilometri quadri (1 856 mi²) e costituiva il secondo parco nazionale islandese per dimensione. Nel parco si trova la valle Morsárdalur, il monte Kristínartindar ed il ghiacciaio Skaftafellsjökull; quest'ultimo costituisce una propaggine del grande ghiacciaio Vatnajökull.
Il panorama è molto simile a quello delle Alpi, ma l'intera area è stata formata nel corso di migliaia di anni da differenti eventi, di natura vulcanica (eruzioni vulcaniche del Öræfajökull, dall'acqua proveniente dai ghiacciai Skeiðarájökull e Skaftafellsjökull) e dai fiumi Skeiðará, Morsá e Skaftafellsá. I fiumi glaciali spesso hanno cambiato il loro alveo attraverso l'altopiano, lasciando dietro di sé i sedimenti che oggi formano le sabbie di Skeiðarársandur.
Le eruzioni vulcaniche che avvengono al di sotto della cappa di ghiaccio possono dare origine alle temibili inondazioni glaciali chiamate jökulhlaup, che contribuiscono ad ingrossare in modo notevole il fiume Skeiðará. La spianata desolata e sabbiosa tra il ghiacciaio ed il mare causata dalle jökulhlaup, è chiamata Skeiðarársandur, tipico esempio di piana proglaciale chiamata in lingua islandese sandur. L'ultima jökulhlaup è avvenuta nel 1996.

## Clima e ambiente
Skaftafell è rinomato in Islanda per il suo clima gradevole e per i giorni soleggiati in estate, sicuramente non comuni per il sud dell'Islanda. Il parco ha al suo interno una foresta di betulle, Bæjarstaðarskógur, e ci vivono molte specie di uccelli e volpi artiche.
Tra le attrazioni turistiche da segnalare la cascata Svartifoss (Cascata Nera), con un salto di circa 20 metri. Il suo nome deriva dalle colonne di basalto nero situate dietro la cascata stessa.
Durante il medioevo, molte fattorie erano situate nella zona, ma furono abbandonate dopo due eruzioni vulcaniche che causarono slavine ghiacciate. Le due fattorie sopravvissute costituiscono ora un'attrazione turistica. Il parco possiede anche un centro informazioni e un campeggio. Molti sentieri permettono di attraversare l'area del parco.
Nei dintorni si trovano i piccoli insediamenti di Kirkjubæjarklaustur, Svínafell, Hof e Kálfafell.

## Galleria d'immagini

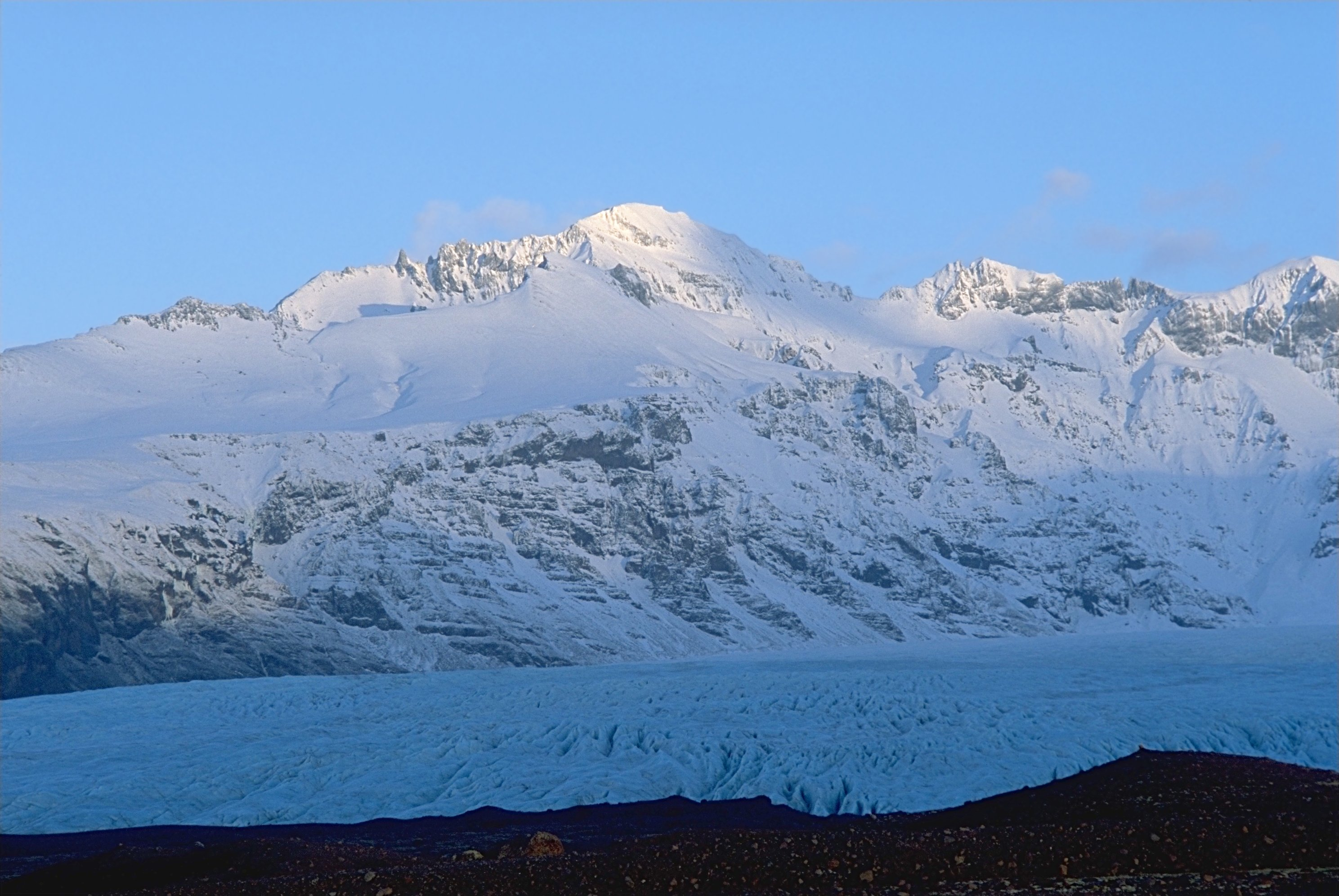
Alba soleggiata su Skaftafellsjökull
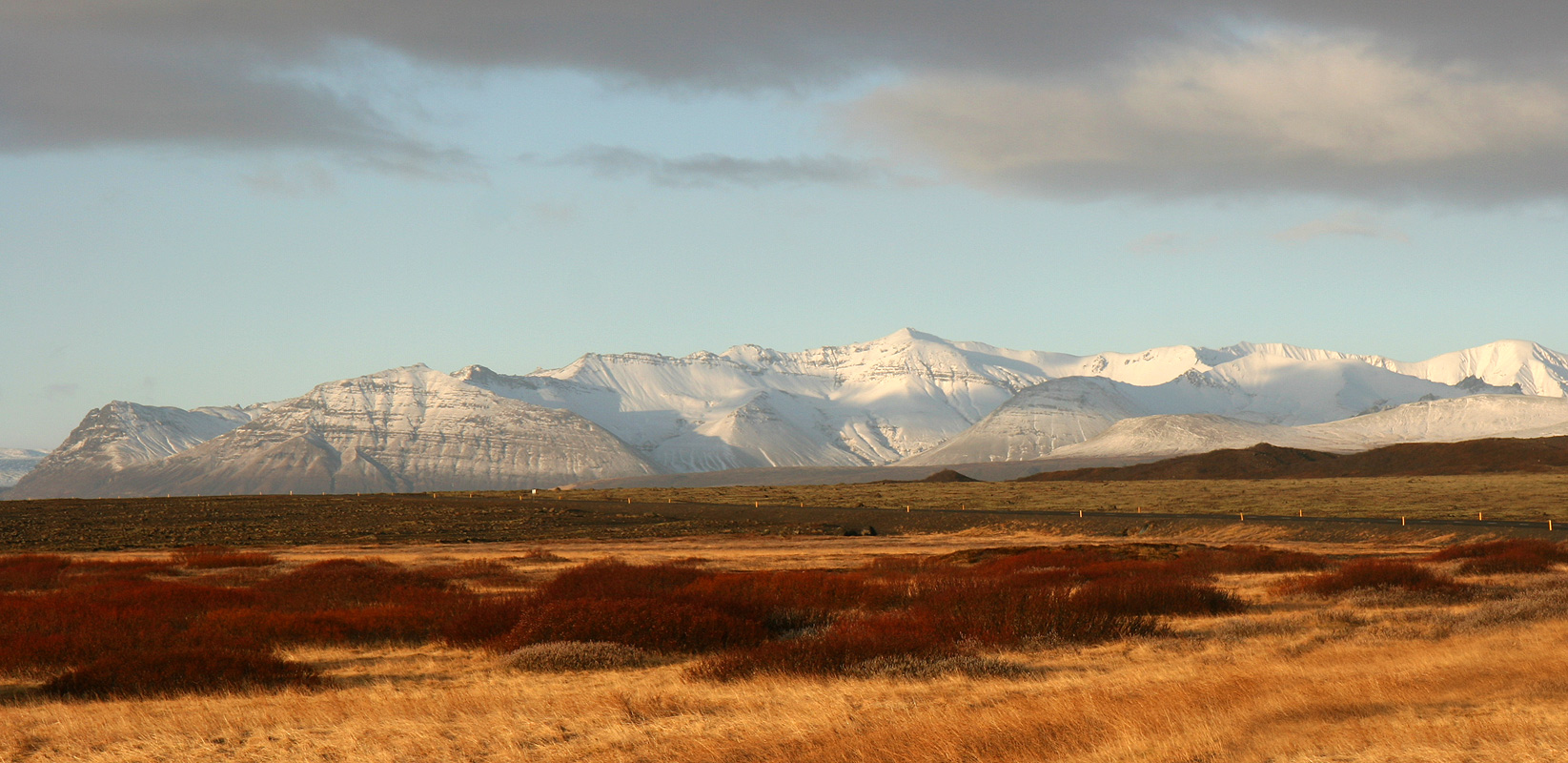
La parte centrale priva di ghiacci del Parco Nazionale Skaftafell vista da Sud nel Novembre 2007
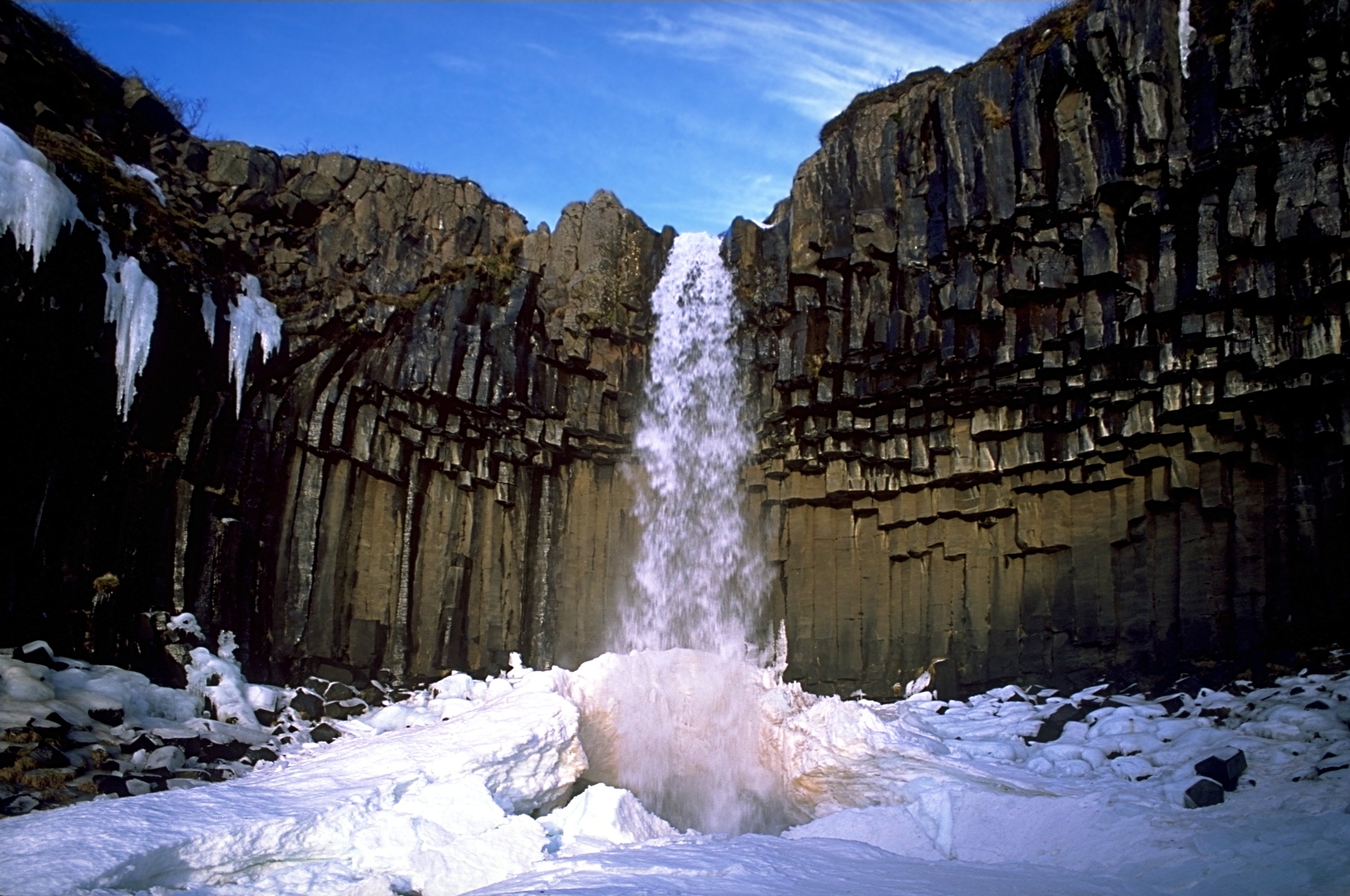
La cascata Svartifoss e le colonne basaltiche del geosito